# Salsa Cumberland
La salsa Cumberland (Cumberland sauce) è una salsa salata inglese contenente confettura di ribes rosso, senape, pepe, sale, buccia d'arancia sbollentata e porto che accompagna la carne fredda. Forse nata nel XIX secolo, si pensa che il suo nome sia una forma di omaggio a Ernesto Augusto, duca del Cumberland, oppure un riferimento alla contea omonima nella quale potrebbe essere stata ideata.

## Storia
Le prime fonti che citano degli intingoli conosciuti come "salsa Cumberland" risalgono agli anni settanta dell'Ottocento. Una di queste è un articolo del Times del settembre 1872 in cui viene descritto un banchetto al quale presenziarono gli imperatori Guglielmo I, Francesco Giuseppe e Alessandro II, nel corso del quale venne intavolata una testa di cinghiale con sauce Cumberland.
La salsa Cumberland vera e propria potrebbe essere originaria del XIX secolo e ha dei legami con le salse di frutta dal gusto piccante e inasprite con l'agresto o l'aceto che erano ricorrenti durante il Medioevo. La storica gastronomica Janet Clarkson asserì che il contorno avesse delle correlazioni con quanto riportato in una fonte del 1856 pubblicata negli USA e altre salse descritte nello stesso periodo. Clarkson cita come esempio quella senza nome descritta da William Kitchiner nel suo The Cook's Oracle (1817), in cui figurano la gelatina di ribes e il vino "claret" o porto e ideale da servire con "la selvaggina o la lepre". Nello stesso periodo due giornali del Cumberland pubblicizzavano della salsa Cumberland in bottiglia (sebbene non si abbiano informazioni sugli ingredienti che essa conteneva).
Una ricetta di Alexis Soyer del 1853 ha molti elementi in comune con l'odierna salsa Cumberland ed è da lui considerata "il metodo tedesco per fare una salsa ideale con la testa di cinghiale". La preparazione è descritta in un libro di Elizabeth David:
Secondo David, l'alimento di Soyer è una salsa Cumberland a tutti gli effetti. La scrittrice ribadisce un'opinione diffusa stando alla quale l'alimento potrebbe avere origini tedesche e prendere il nome da Ernesto Augusto I, duca di Cumberland. Riteneva al contempo che l'insaporitore potrebbe più semplicemente prendere il nome dal Cumberland (facente oggi parte della Cumbria). David sosteneva però che quella teoria fosse "valida quanto altre e migliore di altre". Non riusciva a spiegarsi il motivo per cui l'intingolo non fosse menzionato in alcun libro di cucina del XIX secolo come quelli messi alle stampe da Eliza Acton, Isabella Beeton e Charles Elmé Francatelli. La scrittrice considerava la Cumberland sauce "la migliore tra tutte le salse per carni fredde quali il prosciutto, il manzo pressato, la lingua, il cervo, la testa di cinghiale o i muscoli del maiale".
Agli inizi del nuovo secolo, l'alimento si diffuse in Francia. Si pensa che la prima ricetta in cui si spiega come preparare la salsa Cumberland con quel nome appaia in un libro sulla cucina inglese edito in quel Paese nel 1904. Tre anni dopo la pietanza venne documentata nella Gastronomie pratique da Henri Babinski. Lo chef Auguste Escoffier fece conoscere l'alimento in Francia descrivendolo nella sezione dedicata alle salse fredde inglesi dell'opera Ma cuisine del 1934. Michel Roux considerava la salsa Cumberland la sua preferita per accompagnare terrine, pâté e selvaggina. Sostiene anche che "rinnovi completamente a una pork pie acquistata in gastronomia".

## Alimenti simili
- Una simile ricetta polacca rimpiazza la senape e il vino con il rafano, e contiene della scorza d'arancia che viene fritta prima di essere aggiunta nella miscela.[11]

- In Nuova Zelanda esiste un simile intingolo contenente la barbabietola grattugiata.[12]